# S/2018 J 3
S/2018 J 3 es un pequeño satélite natural exterior de Júpiter descubierto por Scott S. Sheppard el 12 de mayo de 2018, utilizando los telescopios Magallanes de 6,5 metros en el Observatorio Las Campanas, Chile. Fue anunciado por el Centro de Planetas Menores el 19 de enero de 2023, después de que se recopilaran observaciones durante un período de tiempo lo suficientemente largo como para confirmar la órbita del satélite.
S/2018 J 3 es parte del grupo de Carmé, un grupo compacto de satélites irregulares retrógrados de Júpiter que siguen órbitas similares a las de Carmé en semiejes mayores que oscilan entre 22 y 24 millones de kilómetros, excentricidades orbitales entre 0,2 y 0,3 e inclinaciones entre 163 y 166°. Tiene un diámetro de aproximadamente 1 kilómetro para una magnitud absoluta de 17.3, lo que lo convierte en uno de los satélites naturales más pequeños conocidos de Júpiter.